# Flower (computerspel)
Flower is een computerspel dat werd ontwikkeld door Thatgamecompany en uitgegeven door Sony Computer Entertainment. Het actie-avonturenspel kwam in op 12 februari 2009 uit op PlayStation Network voor de PlayStation 3. In november 2013  kwamen versies uit voor de PlayStation 4 en de PlayStation Vita. Het spel wordt beschouwd als de spirituele opvolger van Flow van hetzelfde bedrijf.
Flower beeld uit wat een droom van een bloem zou kunnen zijn. De speler bestuurt de wind en moet bloemblaadjes verzamelen. Elke bloem waarlangs gevlogen wordt levert een blaadje en het geheel vormt een kleurige ketting van blaadjes. Het spel heeft een simpele besturing door middel van een knop waardoor het geschikt is voor een breed publiek. Het spel kent geen vijanden, begrensd aantal levens of tijd. Het spel wordt qua perspectief gespeeld in de derde persoon. Het spel bevat zes niveaus.

## Platforms
- PlayStation 3 (2009)
- PlayStation 4 (2013)
- PlayStation Vita (2013)

## Ontwikkelteam
- Producent  : Kellee Santiago
- Creative Director: Jenova Chen
- Ontwerper: Nicholas Clark
- Chief Engineer: John Edwards

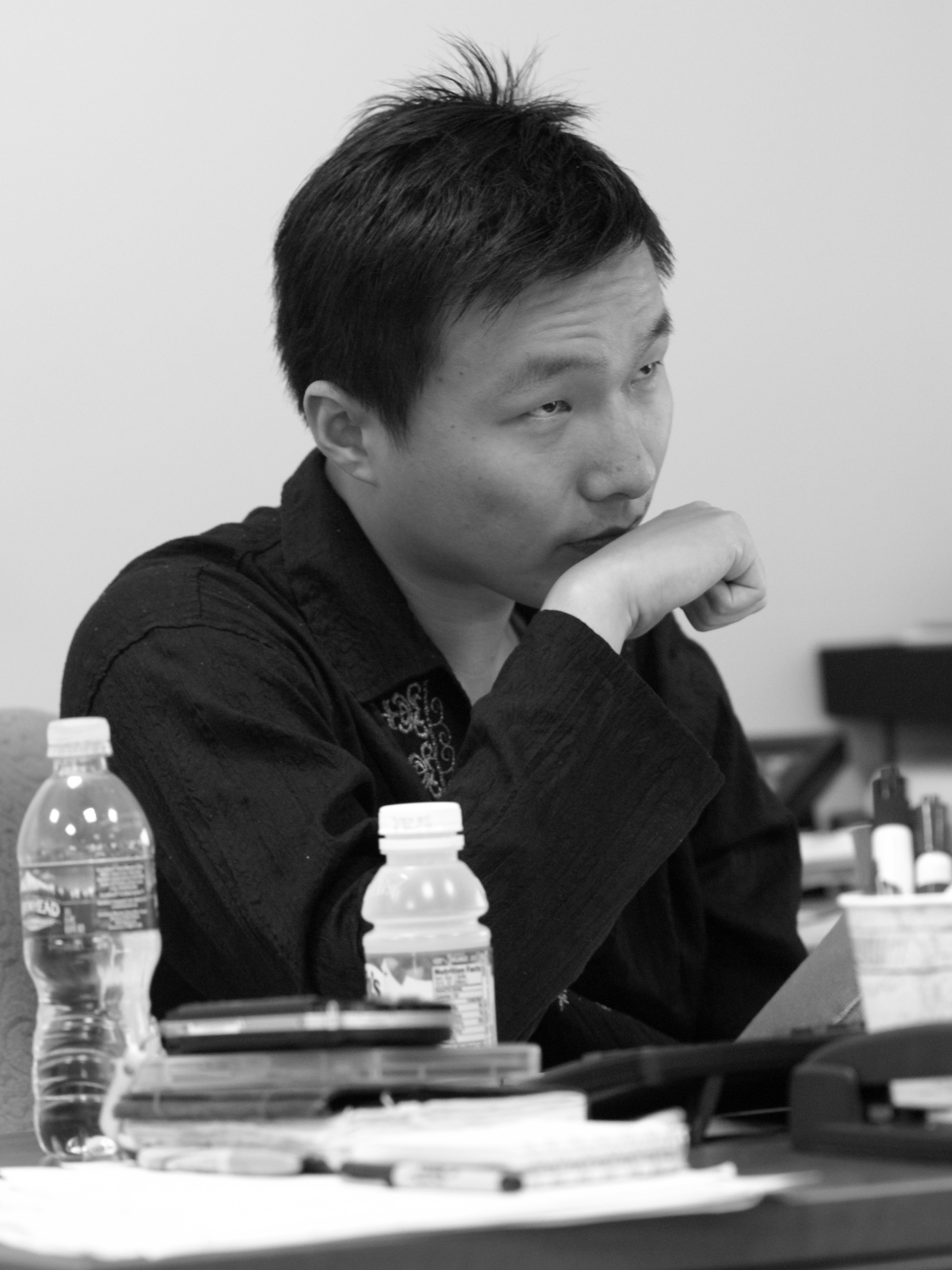
Ontwerper Jenova Chen (2007)

- Artistiek Directeur / Chief Artist: Matt Nava, Hao Cui
- Engineer: Martin Middleton, Rick Nelson
- Componist en geluidseffecten: Vincent Diamante
- 3D Artist: Daniel Haas
- Illustratoren: Thomas Yamaoka, Bonnie Hem
- Schrijver  : Henry Goldberg

## Ontvangst
Flower kreeg zeer positieve recensies van de pers. Het werd benoemd tot door Game Critics Awards 2008 als "Best Original Game" en heeft verschillende prijzen ontvangen.
| Beoordeeld door                | Platform      | Datum            | Score |
| ------------------------------ | ------------- | ---------------- | ----- |
| Random Access                  | PlayStation 3 | 3 november 2011  | 95%   |
| Playstation Illustrated        | PlayStation 3 | februari 2009    | 95%   |
| IGN UK                         | PlayStation 3 | 11 februari 2009 | 90%   |
| IGN                            | PlayStation 3 | 9 februari 2009  | 90%   |
| TotalPlayStation               | PlayStation 3 | 9 februari 2009  | 90%   |
| UOL Jogos                      | PlayStation 3 | 4 maart 2009     | 90%   |
| Thunderbolt Games              | PlayStation 3 | 15 februari 2009 | 90%   |
| GameSpot (Belgium/Netherlands) | PlayStation 3 | 19 februari 2009 | 88%   |
| GameZone                       | PlayStation 3 | 9 februari 2009  | 87%   |
| Playstation Universe           | PlayStation 3 | 9 februari 2009  | 65%   |

## Trivia
- Het spel is opgenomen in het boek 1001 Video Games You Must Play Before You Die van Tony Mott.